# Macocael
Macocael es un personaje de la mitología taína.  Referencias sobre él están presentes en la “Relación acerca de las antigüedades de los indios” de fray Ramón Pané

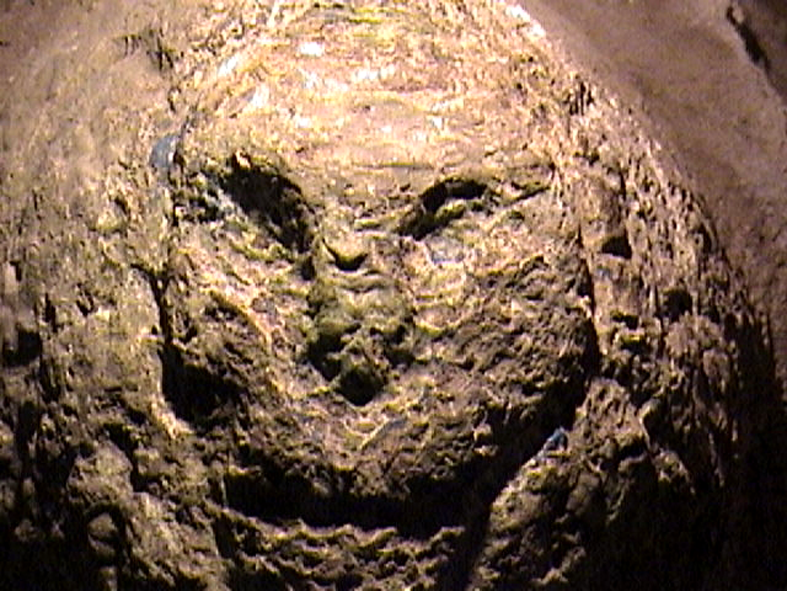
Petroglifo representando a Macocael

Macocael, vocablo que quiere decir "el sin párpados" , era el guardián de la cueva donde vivían los primeros taínos , solo abandonada por estos en las noches.  Como no podía dormir era un guardián excelente.  No obstante, un día se alejó de la cueva y se fue a jugar con el sol.  El astro rey, para que la cueva no quedara sin vigilancia dejó una estatua de piedra similar a Macocael.